# Мауа
Мауа е община в щата Сао Пауло, Южна Бразилия. Населението ѝ е 417 281 жители (2010 г.), а площта 62 293 кв. км. Намира се на 818 м н.в. Пощенският ѝ код е 09300-000, а телефонния +55 11. Средната годишна температура е 18 °C. Температурата през лятото не надвишава 30 °C. Средната температура през зимата е 14 °C.